# Take That & Party
| Críticas profissionais | Críticas profissionais |
| Avaliações da crítica  | Avaliações da crítica  |
| Fonte                  | Avaliação              |
| ---------------------- | ---------------------- |
| allmusic               | [ 1 ]                  |

 Take That & Party foi o álbum de estreia da boy band britânica Take That. Ele alcançou a posição # 2 na UK Albums Chart e ficou na parada de álbuns do Reino Unido Top 75 por 73 semanas (1 ano, 5 meses e uma semana) . O álbum foi certificado como 2x Platina no Reino Unido .
O single "A Million Love Songs" foi um dos temas da novela Olho no Olho em 1993.

## Lista de faixas
Todas as faixas escritas e compostas por Gary Barlow, exceto onde observado. 
| Edição Cassete e LP |                                             |                              |         |  |
| N.º                 | Título                                      | Compositor(es)               | Duração |  |
| 1.                  | "I Found Heaven"                            | Billy Griffin, Ian Levine    | 4:01    |  |
| 2.                  | "Once You've Tasted Love"                   |                              | 3:43    |  |
| 3.                  | "It Only Takes a Minute"                    | Brian Potter, Dennis Lambert | 3:46    |  |
| 4.                  | "A Million Love Songs"                      |                              | 3:52    |  |
| 5.                  | "Satisfied"                                 |                              | 4:29    |  |
| 6.                  | "I Can Make It"                             |                              | 4:10    |  |
| 7.                  | "Do What U Like"                            | Gary Barlow, Ray Hedges      | 3:06    |  |
| 8.                  | "Promises"                                  | Gary Barlow, Graham Stack    | 3:34    |  |
| 9.                  | "Why Can't I Wake Up with You"              |                              | 4:12    |  |
| 10.                 | "Never Want to Let You Go" (New Studio Mix) |                              | 4:56    |  |
| 11.                 | "Give Good Feeling"                         |                              | 4:23    |  |
| 12.                 | "Take That and Party"                       | Gary Barlow, Ray Hedges      | 2:54    |  |

| Faixa da edição CD |                                         |                |         |  |
| N.º                | Título                                  | Compositor(es) | Duração |  |
| 12.                | "Could It Be Magic" (Radio Rappino Mix) | Barry Manilow  | 3:30    |  |

| Edição expandida |                         |                                  |         |  |
| N.º              | Título                  | Compositor(es)                   | Duração |  |
| 12.              | "Could It Be Magic"     | Adrienne Anderson, Barry Manilow | 4:24    |  |
| 14.              | "Waiting Around"        | Gary Barlow                      | 2:56    |  |
| 15.              | "How Can It Be?"        | Gary Barlow                      | 4:03    |  |
| 16.              | "Guess Who Tasted Love" | Gary Barlow                      | 5:21    |  |

| Edição Video Album |                                                  |                                  |         |  |
| N.º                | Título                                           | Compositor(es)                   | Duração |  |
| 1.                 | "Take That and Party"                            | Gary Barlow, Ray Hedges          | 2:54    |  |
| 2.                 | "Do What U Like"                                 | Gary Barlow, Ray Hedges          | 3:06    |  |
| 3.                 | "Promises"                                       | Gary Barlow, Graham Stack        | 3:34    |  |
| 4.                 | "Once You've Tasted Love"                        | Gary Barlow                      | 3:43    |  |
| 5.                 | "Why Can't I Wake Up with You"                   | Gary Barlow                      | 4:12    |  |
| 6.                 | "It Only Takes a Minute"                         | Brian Potter, Dennis Lambert     | 3:46    |  |
| 7.                 | "Satisfied"                                      | Gary Barlow                      | 4:29    |  |
| 8.                 | "Why Can't I Wake Up with You" (live a cappella) | Gary Barlow                      | 4:07    |  |
| 9.                 | "I Found Heaven"                                 | Billy Griffin, Ian Levine        | 4:01    |  |
| 10.                | "A Million Love Songs"                           | Gary Barlow                      | 3:52    |  |
| 11.                | "Could It Be Magic" (Radio Rapino Mix)           | Adrienne Anderson, Barry Manilow | 3:29    |  |
| Duração total:     | Duração total:                                   | Duração total:                   | 39:13   |  |

## Histórico de lançamento
| País                | Data de lançamento   | Formato      |
| ------------------- | -------------------- | ------------ |
| Reino Unido         | 12 de maio de 1992   | Cassete e LP |
| Reino Unido · Japão | 17 de agosto de 1992 | CD           |
| Mundo               | 2006                 | CD           |
| Mundo               | 1992                 | Video Album  |

## Desempenho nas paradas
| Parada (1992)        | Posição mais alta |
| -------------------- | ----------------- |
| German Albums Chart  | 28                |
| Irish Albums Chart   | 2                 |
| UK Albums Chart      | 2                 |
| Parada (1993)        | Posição mais alta |
| Swedish Albums Chart | 38                |
| Parada (1994)        | Posição mais alta |
| Dutch Albums Chart   | 21                |

Singles 
| Ano  | Single                    | Parada           | Posição |
| ---- | ------------------------- | ---------------- | ------- |
| 1991 | "Do What You Like"        | UK Singles Chart | 82      |
| 1991 | "Promises"                | UK Singles Chart | 38      |
| 1992 | "Once You've Tasted Love" | UK Singles Chart | 47      |
| 1992 | "It Only Takes a Minute"  | UK Singles Chart | 7       |
| 1992 | "I Found Heaven"          | UK Singles Chart | 15      |
| 1992 | "A Million Love Songs"    | UK Singles Chart | 7       |
| 1992 | "Could It Be Magic"       | UK Singles Chart | 3       |